# Пітон
Пітон (Python) — рід неотруйних змій з родини пітони. Має 10 видів.

## Опис
Загальна довжина представників цього роду коливається від 3 до 12 м, деякі часом досягають маси 100 кг. Голова розширена в основі й чітко відокремлена від тулуба. На міжщелеповому й верхньогубних щитках добре помітні 2-4 глибоких ямки. Зіниці вертикальні. З боків від анального щитка розташовуються невеликі вирости — рудименти задніх кінцівок.
Забарвлення дуже різнокольорове: коричневе, оливкове, жовтувате, буре з різними відтінками. На спині та з боків часто розташовані плями або цятки різної форми та розміру.

## Спосіб життя
Полюбляють вологі тропічні ліси. Дуже добре повзають по деревах, більшість видів гарно плавають. Харчуються різними хребетними тваринами (гризунами, зайцями, мавпами, невеликими крокодилами, ящірками), зазвичай не більше 10-15 кг, проте іноді здобич буває значно більшою. Відомі випадки нападу пітонів на людей, хоча в природі таке трапляється дуже рідко. Свою здобич пітони вбивають, обвиваючись кільцями навколо тіла жертви.
Усі пітони яйцекладні. Зазвичай вони починають розмножуватися на 4-5-му році життя. У період парування самиці переносять тривале голодування (5-6 місяців), проте у критичних умовах можуть голодувати й до 1,5 року. Можуть відкладати до 100 яєць. Самиця повсякчасно знаходиться біля кладки, зігріваючи її.
Людина використовує шкіру, м'ясо та жир пітонів.

## Розповсюдження
Мешкають у Центральній і Південній Африці, острівній і материковій Південно-Східної Азії.

## Види
- Python anchietae
- Python bivittatus
- Python breitensteini
- Python brongersmai
- Python curtus
- Python kyaiktiyo
- Python molurus
- Python natalensis
- Python regius
- Python sebae
- †Python europaeus